# Tonggu
Der Kreis Tonggu (chinesisch 铜鼓县, Pinyin Tónggǔ Xiàn) ist ein Kreis, der zum Verwaltungsgebiet der bezirksfreien Stadt Yichun im Nordwesten der chinesischen Provinz Jiangxi gehört. Er hat eine Fläche von 1.549 Quadratkilometern und zählt 135.139 Einwohner (Stand: Zensus 2010). Sein Hauptort ist die Großgemeinde Yongning (永宁镇).

## Administrative Gliederung
Auf Gemeindeebene setzt sich der Kreis aus sechs Großgemeinden und drei Gemeinden zusammen. 